# 無影腳
无影腿，即佛山无影腿，传说是黄飞鸿的成名技。

## 歷史
黃飛鴻在佛山開武館小有名氣後，有位叫宋輝鏜的拳師找到府來，硬要與他切磋武藝。
因不知對方底細，黃飛鴻先以防守為主，以伏虎拳迎戰。兩三個回合之後，黃飛鴻轉守為攻，他用工字伏虎拳連破宋輝鏜的蝶掌。
宋輝鏜一聲喊：“看拳！”連續不斷出拳，左右開弓，令黃飛鴻眼花繚亂。正當黃飛鴻為防對方鐵拳而招架時，冷不防中了宋輝鏜的飛來之腿。
這飛來之腿就是無影腳，據說為宋輝鏜之妻傳與宋輝鏜。後來黃飛鴻欲習得無影腳，以成名絕技鐵線拳、伏虎拳交換而成。

## 武術
在黃飛鴻一系各徒弟分支內，都沒有一門「無影腳」的套路功夫傳下。所以無影腳不被當作是確實的一套拳腳功夫。
有說法是指來自鬥獅時下盤的馬步打鬥攻防。
現代一般共識無影腳是指武術中暗腿功夫。暗腿通常攻擊高度在膝蓋以下，配合馬步和手上攻勢，難以發現。所以稱為無影腳。
在中國各家傳統武術內都有這類技術。
另外，武術中有「裙裡腳」，為女子所使用的武術。女子穿著長裙，遮掩出腳動作，神出鬼沒，難以提防。
無影腳或為用長袍遮掩出腳動作，難以提防，快若無影的踢法。

## 電影
在電影中的表現法是先跳起來，在落下中對敵人使用雙腳連續踢擊。对手无法根据他出脚的预备动作判断出他会出哪一隻脚，故名无影腿。
一說無影腳招式在於與對手摶擊時以拳掌擾亂對方視線，然後出其不意出腳攻擊對方下三路以增加擊倒對手的機會。據傳黃飛鴻擅虎鶴雙形，以鶴形發勁助虎形奔跑，在太陽下快得看不見雙腿影子，故而得名。

## 参看
无影脚 (漫画)
1. ↑  朱愚齋. . 1950.